# Diecezja zanzibarska
Diecezja zanzibarska – diecezja rzymskokatolicka  w Tanzanii. Powstała w 1860 jako prefektura apostolska  Zanguebar. Wikariat apostolski od 1883 podzielony w 1887 na wikariat Północnego i Południowego  Zanguebaru. W 1906 przemianowany na wikariat Zanzibaru. Zlikwidowany w 1953, reaktywowany w 1964 jako apostolska administratura Zanzibaru i Pemby. Diecezja od 1980.

## Biskupi diecezjalni
- Edgard Aristide Maranta, O.F.M.Cap. † (1964 – 1966)
- Joseph Sipendi † (1966 – 1968)
- Adriani Mkoba † (1968 – 1973)
- Bernard Martin Ngaviliau, † (1980 – 1996)
- Augustine Shao, C.S.Sp., od 1996